# توم ديفيس (ممثل)
توم ديفيس (من مواليد 27 أبريل 1979) هو ممثل كوميدي بريطاني من لندن، اشتهر بدوره كـ دي إي سليت في الكوميديا الثلاثية في بي بي سي ثري القتل في سكساسفيل . ظهر في قناة بي بي سي الثاني ، على برنامج (سأحصل على هذا) في يونيو 2020، وسخر زملائه من ضيوف المشهورين أنه كان الشخص الوحيد الذي لا يستطيع شراء منزل في لندن، مسقط رأسه.
قبل التلفزيون، عمل ديفيس سقالة وتاجرًا في السوق وممثلًا كوميديًا. عندما كان صديقه يعمل عداءًا في بو سيليكتا، قدموا بعض مقاطع الفيديو من الرسومات الكوميدية الخاصة بهم إلى لي فرانسيس، الذي دعا بعد ذلك ديفيس للظهور في العرض. ظهر في العديد من الأدوار الكوميدية على شاشة التلفزيون خلال السنوات التالية. في عام 2015 شارك في إنشاء وتأليف فيلم القتل في سكساسفيل . أصبح هذا العرض شبه المرتجل، الذي يجب أن يساعد فيه ضيف مشهور دي إي سيلت في حل جريمة خيالية، نجاحًا كبيرًا. في عام 2016، حصل ديفيس على جائزة الأكاديمية البريطانية لفنون السينما والتلفزيون وظهر في أفلام سلاح مجاني وفيلم انه يمنع.
.

## الأعمال الفنية

### فيلم
| عام  | فيلم                | وظيفة              | مخرج                      | ملاحظات   |
| ---- | ------------------- | ------------------ | ------------------------- | --------- |
| 2012 | الرهان الخارجي      | جوتسي جورج         | ساشا بينيت                |           |
| 2013 | كل شيء لجميع الرجال | روبرتس             | جورج اسحق                 |           |
| 2014 | توب دوج             | سمك القد           | مارتن كيمب                |           |
| 2014 | جوفنورس             |                    | غابي تيرنر                |           |
| 2014 | نصف الوقت وهبوط     | بوب                | مارك جون فورد             | فيلم قصير |
| 2015 | بعد النهاية         | جوردون             | سام ساوثوارد              | فيلم قصير |
| 2015 | ميراث               | حاضر               | ديفي فيربانكس مارك سمول   |           |
| 2015 | التجار              | بيج جون            | راشيل موريارتي بيتر مورفي |           |
| 2015 | فيلم التعليم السيئ  | بيج توم            | إليوت هيجارتي             |           |
| 2016 | منع                 | دي جي دان          | أليس لوي                  |           |
| 2016 | سلاح مجاني          | ليري               | بن ويتلي                  |           |
| 2017 | بادينجتون 2         | T- العظام          | بول كينج                  |           |
| 2018 | كلما تجاهلتني أكثر  | كبير الرأس ويلدجوس | كيث الإنجليزية            |           |

## كتابة الاعتمادات
| إنتاج             | ملاحظات                                                   | مذيع / موزع    |
| ----------------- | --------------------------------------------------------- | -------------- |
| معمل الكوميديا    | - "الرجل الاحماء" (شارك في كتابته مع جيمس دي فروند، 2011) | القناة 4       |
| ارضية مشتركة      | - "صنشاين سيمون" (بالاشتراك مع إليانور لورانس، 2013)      | سكاي اتلانتيك  |
| العيش في الكهرباء | - 8 حلقات (بالاشتراك مع ستيفن جرانت، 2013)                | بي بي سي ثلاثة |
| القتل في سكساسفيل | - 16 حلقة (2015-2017)                                     | بي بي سي ثلاثة |
| فريق العمل        | - 5 حلقات (2018)                                          | آي تي في       |

## روابط خارجية
- [http://www.imdb.com/name/nm4269084/ Tom Davis

] في قاعدة بيانات الأفلام على الإنترنت